# Witkopmaki
De witkopmaki (Eulemur albifrons) is een zoogdier uit de familie van de maki's (Lemuridae). De wetenschappelijke naam van de soort werd voor het eerst geldig gepubliceerd door Étienne Geoffroy Saint-Hilaire in 1796.

## Beschrijving
Bij de witkopmaki is er verschil tussen het mannetje en het vrouwtje. Het mannetje heeft een grijsbruine vacht van boven, naar onder toe geleidelijk donkerder wordend naar de staart en de poten. Het vrouwtje is roodbruin van boven en lichter van onder en heeft donkerder voeten dan het mannetje. Het mannetje heeft een opvallende lichte haardos op de wangen en een donkere snuit, bij het vrouwtje is deze haardos minder opvallend. Een volwassen witkopmaki heeft een kop-romplengte van 40 cm, een staartlengte van maximaal 50 cm en een lichaamsgewicht van 2,3 kg.

## Leefgebied
De witkopmaki leeft in vochtig bergbos en regenwouden in het Noordoosten van Madagaskar op een hoogte van bijna zeeniveau tot 1670 m daarboven.
Het is een uitgesproken bosbewoner die zowel ’s nachts als overdag actief is. Hij zoekt zijn voedsel hoog in de boomkruinen en foerageert daar op nectar, bloemen, bladeren, vruchten en insecten.
De witkopmaki leeft in familiegroepjes tot maximaal 40 individuen. Volgens schattingen leven er maximaal 15 dieren per km².
Het vrouwtje draagt haar jong bij zich eerst aan de buik na drie weken op de rug. Na 4 tot 6 maanden is het jong in staat om zelfstandig te klimmen en voedsel te zoeken.

## Bedreigingen
De witkopmaki is kwetsbaar door de vernietiging van zijn leefgebied door ontbossingen door zwerflandbouw (slash-and-burn) maar ook door mijnbouwactiviteiten in zijn verspreidingsgebied. Bovendien wordt er op gejaagd voor het vlees; het is een van de meest bejaagde soorten maki's. Populaties weten nog stand te houden in de natuurreservaten van Betampona, Anjanaharibe-Zuid en Nosy Mangabe. Toezicht op jacht is daar hard nodig. Daarom staat de witkopmaki als kwetsbaar op de internationale rode lijst. Relatief veel witkopmaki's zijn aanwezig in dierentuincollecties.